# Santaluz (ort)
Santaluz är en ort i Brasilien.   Den ligger i kommunen Santaluz och delstaten Bahia, i den östra delen av landet, 1 100 km nordost om huvudstaden Brasília. Santaluz ligger 361 meter över havet och antalet invånare är 24 739.
Terrängen runt Santaluz är platt. Santaluz är det största samhället i trakten.
Omgivningarna runt Santaluz är huvudsakligen savann. Runt Santaluz är det ganska glesbefolkat, med 48 invånare per kvadratkilometer.